# Cheirochelifer
Cheirochelifer es un género de arácnido del orden Pseudoscorpionida de la familia Cheliferidae.

## Especies
Las especies de este género son:
- Cheirochelifer bigoti Heurtault, 1981
- Cheirochelifer heterometrus (L. Koch, 1873)
- Cheirochelifer turcicus Beier, 1967